# Sutton Challenger 1984
Il Sutton Challenger 1984 è stato un torneo di tennis facente parte della categoria ATP Challenger Series nell'ambito dell'ATP Challenger Series 1984. Il torneo si è giocato a Sutton in Gran Bretagna dal 7 al 13 maggio 1984 su campi in terra rossa.

## Vincitori

### Singolare
David Mustard ha battuto in finale  Steve Shaw con il punteggio di 3–6, 6–4, 6–2

### Doppio
Mark Kratzmann /  Simon Youl hanno battuto in finale  Stanislav Birner /  Broderick Dyke con il punteggio di 4–6, 6–3, 6–4